# Daniela Walkowiak
Daniela Walkowiak   (Łąki Wielkie, 24 de maig de 1935) és una piragüista d'aigües tranquil·les polonesa que va competir durant les dècades de 1950 i 1960.
El 1956 va prendre part en els Jocs Olímpics d'Estiu de Melbourne, on fou sisena en la prova del K-1, 500 metres del programa de piragüisme. Quatre anys més tard, als Jocs de Roma, on disputà dues proves del programa de piragüisme. Guanyà la medalla de bronze en la prova del K-1, 500 metres i fou quarta en el K-2, 500 metres. Aquesta medalla fou la primera aconseguida per Polònia en piragüisme. La seva tercera i darrera participació en uns Jocs fou el 1964, als Jocs de Tòquio, on tornà a disputar dues proves del programa de piragüisme. Fou setena en el K-1, 500 metres i vuitena en el K-2, 500 metres.